# Lista dawnych miast Polski w zestawieniu alfabetycznym
Poniższa lista jest uzupełnieniem artykułu miejscowości w Polsce pozbawione praw miejskich. Zawiera ona alfabetyczne zestawienie miejscowości na współczesnym terenie Polski, które utraciły prawa miejskie. W nawiasach podano okres, w którym miejscowość posiadała prawa miejskie, oraz aktualną przynależność administracyjną.

## A
- Adamów (1539–1870; lubelskie)
- Andrzejewo (1528–1870; mazowieckie)

## B
- Babiak (1815–1870; wielkopolskie)
- Babice (1484–1934; w latach 1880–1934 status miasteczka; podkarpackie)
- Bakałarzewo (przed 1570–1870; podlaskie)
- Baligród (1634–1934; w latach 1880–1934 status miasteczka; według niektórych źródeł utrata praw miejskich w 1915; podkarpackie)
- Banie (1230–1945; zachodniopomorskie)
- Baranów (1544–1870; lubelskie)
- Baranów (przed 1426–1907; wielkopolskie)
- Barciany (1628–1945; warmińsko-mazurskie)
- Barnówko (przed 1317–1608; zachodniopomorskie)
- Bełżec (1607–1676; lubelskie)
- Benice (1358, wznowienie 1510 – ?; wielkopolskie)
- Berżniki (między 1547 a 1559–1805, podlaskie)
- Będków (1453–1870; łódzkie)
- Biała Krakowska (1723–1951; połączona z Bielskiem utworzyła Bielsko-Białą; śląskie)
- Bielawy (1403–1870; łódzkie)
- Bielsk (1373–1869; mazowieckie)
- Bielsko (XIII wiek – 1951; połączone z Białą Krakowską utworzyło Bielsko-Białą; śląskie)
- Biskupice (1450–1870; lubelskie)
- Biskupiec (1331–1946; warmińsko-mazurskie)
- Bledzew (1485–1945; lubuskie)
- Bnin (1395–1934; wielkopolskie)
- Bobrowice (1809–1945; lubuskie)
- Bobrowniki (1485–1869; lubelskie)
- Boćki (1509–1934; podlaskie)
- Boguszowice (1962–1975; śląskie)
- Boguszów (1499–1973; połączony z Gorcami utworzył Boguszów-Gorce; dolnośląskie)
- Bolesławów (1581–1892; dolnośląskie)
- Boleszkowice (1337–1972; zachodniopomorskie)
- Borek (XV wiek – ?; wielkopolskie)
- Borowie (1548–?; mazowieckie)
- Borów (1292–1866; dolnośląskie)
- Boża Wola (?–1821; lubelskie)
- Bralin (przed 1540–1875; wielkopolskie)
- Bratoszewice (1458 – koniec XVII wieku; łódzkie)
- Brdów (1436–1870; wielkopolskie)
- Brochów (1939–1951; dolnośląskie)
- Brodnica (1426–1581; wielkopolskie)
- Brójce (1428–1945; lubuskie)
- Brudzew (1511 (według niektórych źródeł 1458) – 1870; wielkopolskie)
- Brus (ok. 1542 – początek XVII wieku; łódzkie)
- Brzeziny Śląskie (1951–1975; śląskie)
- Brzeźnica (1282–przed 1317; małopolskie)
- Brzozowice-Kamień (1962–1973; śląskie)
- Buczek (1549–1683; łódzkie)
- Budziszewice (1385–?; łódzkie)
- Budzynek (1454–?, na krótko w XV wieku; łódzkie)
- Bukowsko (XVIII wiek – do 13 sierpnia 1934[1] podkarpackie)
- Buraków (1636–1656; obecnie część Łomianek; mazowieckie)
- Burzenin (1378–1870; łódzkie)
- Bydlin (przed 1404–1530; małopolskie)
- Byszew-Goraj (przed 1458–1576; łódzkie)
- Bytyń (XV wiek – XVI wiek); wielkopolskie)

## C
- Cerekiew (?–?; mazowieckie)
- Cerekwica (1262–?; dolnośląskie)
- Chełm (1773–1814; pomorskie)
- Chełmsko Śląskie (1289–1945; dolnośląskie)
- Chobienia (1238–1945; dolnośląskie)
- Chodaków (1967–1977; mazowieckie)
- Chronów (?–?; małopolskie)
- Chwaliszewo (1444–1800; wielkopolskie)
- Chwałowice (1967–1973; śląskie)
- Ciążeń (1260–1504; wielkopolskie)
- Ciechanowice (1754–1809; dolnośląskie)
- Cieplice Śląskie-Zdrój (1935–1976; dolnośląskie)
- Cieszków (1448–1841; dolnośląskie)
- Czechowice → Ursus
- Czelin (1317 – XVIII wiek; zachodniopomorskie)
- Czernina (koniec XVI wieku – 1945; dolnośląskie)
- Czersk (przed 1350–1870; mazowieckie)
- Czerwionka (1962–1975; włączona do Leszczyn; w 1992 zmiana nazwy miasta na Czerwionkę-Leszczyny; śląskie)
- Czeszewo (przed 1433–przed 1552; wielkopolskie)
- Częstochówka (1717–1826; w 1826 połączona ze Starą Częstochową w Częstochowę; śląskie)
- Czudec (1427–1919; podkarpackie)

## D
- Danków (XIV wiek, na krótko; lubuskie)
- Dąbie (1249–1948; zachodniopomorskie)
- Dąbrowa (1455–?; łódzkie)
- Dąbrówno (1326–1946; warmińsko-mazurskie)
- Denków (1564–1869; świętokrzyskie)
- Dębno (1569–?; świętokrzyskie)
- Dębowiec (1349–1919; podkarpackie)
- Dłutowo (XIV/XV wiek, potwierdzone w 1532; brak danych o utracie praw miejskich; warmińsko-mazurskie)
- Dmosin (1430–1579; łódzkie)
- Dobromierz (przed 1289–1945; dolnośląskie)
- Dobroszyce (1663–1928; dolnośląskie)
- Dobrzyń (1789–1870 i ponownie w latach 1919–1951; połączony z Golubiem utworzył miasto Golub-Dobrzyń; kujawsko-pomorskie)
- Dokudów (1503–1869; lubelskie)
- Domaradz (XV wiek – 1945; podkarpackie)
- Dorohusk (1750–?; na krótko w XVIII wieku; lubelskie)
- Drążgów (1544–1820; lubelskie)
- Drohiczyn Ruski (1498–1863; mazowieckie)
- Dryfort (1405–1945; w 1950 przemianowany na Srokowo; warmińsko-mazurskie)
- Dubienka (1588–1945; lubelskie)
- Dubin (1284–1895; wielkopolskie)
- Działyń (1777–?; na krótko w XVIII wieku; wielkopolskie)

## F
- Falenica (1927–1951; mazowieckie)
- Fałków (1340–1662; świętokrzyskie)
- Filipów (1570–1870; podlaskie)
- Firlej (1557–1870; lubelskie)
- Fordon (1382–1973; kujawsko-pomorskie)
- Fredropol (XVII wiek – ?; według niezweryfikowanych źródeł utrata praw miejskich nastąpiła w 1935; podkarpackie)
- Frysztak (1366–1932; podkarpackie)

## G
- Garbów (1785–?); lubelskie)
- Gardeja (1334–1945; pomorskie)
- Gawłuszowice (1215 (historycznie niepotwierdzone) – XIV wiek; podkarpackie)
- Gdów (w XIX wieku i na początku XX wieku wymieniany jako miasto; małopolskie)
- Gębice (przed 1425–1934; kujawsko-pomorskie)
- Giecz (XIII wiek – 1331; wielkopolskie)
- Gieczno (1543–?; na krótko XVI wiek; łódzkie)
- Glinianka (1557–1820; mazowieckie)
- Gliniany (1595–1869; świętokrzyskie)
- Głęboczek (XV–XVI; wielkopolskie)
- Głusk (1688–1869; lubelskie)
- Gniewoszów (1693–1869; mazowieckie)
- Golub (ok. 1300–1951; połączony z Dobrzyniem utworzył miasto Golub-Dobrzyń; kujawsko-pomorskie)
- Gończyce (1738–?, na krótko w XVIII wieku; mazowieckie)
- Gorce (1962–1973; połączone z Boguszowem utworzyły Boguszów-Gorce; dolnośląskie)
- Gorzędziej (1287–1312; pomorskie)
- Gorzkowice (1494–1508; łódzkie)
- Gorzków (1689–1869; lubelskie)*
- Goszcz (1686–?; dolnośląskie)
- Goszczyn (1386–1870; mazowieckie)
- Gozdów (przed 1564–1698; lubelskie)
- Góra Świętego Jana (1417–?, nie rozwinęła się w miasto; małopolskie)
- Górzyca (1317–1386 i ponownie od końca XIX wieku (według niektórych źródeł XVIII wieku) do 1945; lubuskie)
- Grabowiec (przed 1418–1870; lubelskie)
- Grabowiec (1601–1869; mazowieckie)
- Grabowo (1524–1578; podlaskie)
- Grabowo (1855–1900; zachodniopomorskie)
- Granica (1735–1869); mazowieckie)
- Grocholice (1485–1870; łódzkie)
- Grodziec (1951–1975; śląskie)
- Grodzisko-Miasteczko (1740–1945; podkarpackie)
- Gródek (1558–1897; podlaskie)
- Grzegorzew (przed 1357–1870; wielkopolskie)
- Grzybów (1650 – XVIII wiek; mazowieckie)
- Grzymiszew (przed 1443–?; wielkopolskie)

## H
- Hanna (1546–1821; lubelskie)
- Horodło (1432–1870; lubelskie)
- Horodyszcze (pomiędzy 1558 a 1569–1879; lubelskie)

## I
- Iłów (1506–1870; mazowieckie)
- Iwanowice (przed 1469–1869; wielkopolskie)

## J
- Jabłonka Kościelna (1790–1825; podlaskie)[2].
- Jaćmierz (XV wiek–1919; podkarpackie)
- Jałówka (1545–1867; podlaskie)
- Janików (1559–1827; świętokrzyskie)
- Janowiec (1537–1870; lubelskie)
- Janowo (1421–1860; warmińsko-mazurskie)
- Janów (ok. 1710 – utrata między 1897 a 1918; podlaskie)
- Janów (1696–1870; śląskie)
- Janów Podlaski (1465–1870 i 1915–1945; lubelskie)
- Jarczów (1775–1869; lubelskie)
- Jasienica Rosielna (1727–1919 (lub 1918); podkarpackie)
- Jasionówka (1642–1921; podlaskie)
- Jaśliska (1366–1934; podkarpackie)
- Jedlińsk (1530–1869; mazowieckie)
- Jeleniewo (ok. 1780–1800; podlaskie)
- Jeleń (1973–1977; śląskie)
- Jeruzal (1533–1820; mazowieckie)
- Jeziorna (1962–1969; połączona ze Skolimowem-Konstancinem utworzyła Konstancin-Jeziornę; mazowieckie)
- Jeziorzany → Łysobyki
- Jodłowa (1359 – XIX w.; według niektórych źródeł prawa miejskie w latach 1733–1763; podkarpackie)

## K
- Kalabona (1526–?, na krótko XVI wiek; mazowieckie)
- Kalwaria Pacławska (XVII wiek – 1945; podkarpackie)
- Kałów (przed 1592–?; na krótko XVI wiek; łódzkie)
- Kamienna (1923–1928; połączona ze Skarżyskiem (wieś) w miasto Skarżysko-Kamienna; świętokrzyskie)
- Kamieńczyk (przed 1428–1870; mazowieckie)
- Kamion (przed 1462–?); XVI wiek, według niektórych źródeł utrata praw w XVII wieku; łódzkie)
- Kamionna (1766; lokacja miasta była nieudana i już w źródłach z drugiej połowy XVIII w. miejscowość występuje jako wieś; mazowieckie)
- Kamionna (przed 1402, powtórnie 1638–1873; wielkopolskie)
- Kampinos (1414–1579; mazowieckie)
- Karmin (wymieniony jako miasto w źródle z 1458; daty uzyskania i utraty praw miejskich nieznane; wielkopolskie)
- Karniszyn (1519 – XVII wiek; mazowieckie)
- Kaszczor (1364–?, na krótko w XIV wieku; śląskie)
- Kawęczyn (1879–1890;  podkarpackie)
- Kazimierz (1288–1870; łódzkie)
- Kazimierz (1213–1428; opolskie)
- Kazimierz Biskupi (1287–1870; wielkopolskie)
- Kazimierz Górniczy (1967–1975; śląskie)
- Kazimierz Krakowski (1334–1792; małopolskie)
- Kaźmierz (1458–1793; wielkopolskie)
- Kębłowo (1320–1883; wielkopolskie)
- Kędzierzyn (1951–1975; połączony z Koźlem, Kłodnicą i Sławięcicami w miasto Kędzierzyn-Koźle; opolskie)
- Kiszkowo (przed 1395 – koniec XIX wieku; wielkopolskie)
- Kleczkowo (1 poł. XVI w. – utrata w XVI w., mazowieckie)
- Kleparz (1366–1792; małopolskie)
- Kliczków (1610–?; dolnośląskie)
- Klimontów (1967–1975; śląskie)
- Klwów (1413–1869; mazowieckie)
- Kłodnica (1973–1975; połączona z Kędzierzynem, Koźlem i Sławięcicami w miasto Kędzierzyn-Koźle; opolskie)
- Kobyla Góra (XV wiek – 1793; wielkopolskie)
- Kochów (1333–?; mazowieckie)
- Kodeń (1511–1870; lubelskie)
- Kołbiel (1532–1869; mazowieckie)
- Komarów-Osada (1748–1870; lubelskie)
- Komarówka Podlaska (1672–1822; lubelskie)
- Konotop (1706–1811; lubuskie)
- Konstantynów (1729, 1744 lub 1792–1869; lubelskie)
- Kopanica (XV wiek – 1934; wielkopolskie)
- Korab (?–?; wielkopolskie)
- Korczyna (XV wiek–1934; w latach 1878–1934 status miasteczka; według niektórych źródeł utrata praw w 1919; podkarpackie)
- Korycin (1671 – utrata między 1897 a 1920; podlaskie)
- Kossów (1406–1788; świętokrzyskie)
- Kostomłoty (po 1241, wznowienie w 1692–?; dolnośląskie)
- Kostuchna (1967–1975; śląskie)
- Kotlin (przed 1300–?; wielkopolskie)
- Kozłów (1526–1576; mazowieckie)
- Koźle (1293–1975; połączone z Kędzierzynem, Kłodnicą i Sławięcicami w miasto Kędzierzyn-Koźle; opolskie)
- Kramsk (1440–?; wielkopolskie)
- Krasiczyn (XVII wiek – 1945; podkarpackie)
- Krasnopol (1782–1805; podlaskie)
- Krasnosielc (1824–1869 (lub 1870); mazowieckie)
- Kraśniczyn (1564–1821; lubelskie)
- Kraśnik Fabryczny (1954–1975; lubelskie)
- Kromołów (1388–1870; śląskie)
- Krościenko (1348–1932; w latach 1973–1982 prawa miejskie jako część nowego miasta Szczawnica-Krościenko (wraz ze Szczawnicą); małopolskie)
- Królewska Huta (1868–1934; połączona z Chorzowem (wówczas wsią) oraz pobliskimi wsiami, tworząc nowy organizm miejski Chorzów; śląskie)
- Kryłów (1523–1869; lubelskie)
- Krzeszów (1641–1869; podkarpackie)
- Krzystkowice (1659–1945; lubuskie)
- Krzywcza (1398–1945; podkarpackie)
- Krzyżanowice (1367 – XIX wiek; świętokrzyskie)
- Księte (1356 (lokacja nieudana); kujawsko-pomorskie)
- Kuczbork (1384–1869; mazowieckie)
- Kuflew (1521–1820; mazowieckie)
- Kunice Żarskie (1969–1972; lubuskie)
- Kurozwęki (1347–1870; świętokrzyskie)
- Kurzelów (1285–1869; świętokrzyskie)
- Kurzętnik (1330–1905; warmińsko-mazurskie)
- Kuźmin (przed 1458; wielkopolskie)
- Kuźnica Białostocka (1546–1921; podlaskie)
- Kwiatków (1448–1620; wielkopolskie)
- Kwieciszewo (1342–1873; kujawsko-pomorskie)

## L
- Lampartopol (1641–1655; wielkopolskie)
- Lanckorona (1361–1934; małopolskie)
- Laskówka (XVII wiek – XVIII wiek; wielkopolskie)
- Lasocin (1547–1869; świętokrzyskie)
- Lądek (1250–1870; wielkopolskie)
- Lelów (przed 1314–1869; śląskie)
- Leszczyny (1962–1992; w 1975 połączone z Czerwionką zachowując jednak nazwę Leszczyny; w 1992 miasto przemianowane na Czerwionkę-Leszczyny; śląskie)
- Leśna Podlaska (1723–?; XVIII wiek; lubelskie)
- Leśnica (1261–1928; dolnośląskie)
- Lewice (wymieniane jako miasto w źródłach z lat 1458–1563; w źródle z 1580 już jako wieś; wielkopolskie)
- Lewin Kłodzki (1401–1945; dolnośląskie)
- Lędyczek (1310–1973; wielkopolskie)
- Licheń (1458 – połowa XVII wieku; wielkopolskie)
- Lipnica Murowana (1326–1934; w latach 1880–1934 status miasteczka; małopolskie)
- Lipsko (1613 – XVIII wiek; podkarpackie)
- Liw (przed 1421–1870; mazowieckie)
- Lubiąż (1249–1844; dolnośląskie)
- Lubrza (1319–? i 1857–1945; lubuskie)
- Lutowiska (1742–1919; podkarpackie)
- Lutynia (przed 1456 – początek XVI wieku); wielkopolskie)

## Ł
- Łabędy (1954–1964; śląskie)
- Łagisza (1969–1973; śląskie)
- Łagów (1808–1931; lubuskie)
- Łańcuchów (XVI wiek, przejściowo; lubelskie)
- Łaszczówka (1618–1764; lubelskie)
- Łąkoszyn (1417 – XVIII wiek; łódzkie)
- Łekno (1370–1886; wielkopolskie)
- Łęgonice (obecnie dwie wsie: Łęgonice Małe i Łęgonice) (1420–1869; mazowieckie)
- Łomazy (przed 1566–1870; lubelskie)
- Łopienno (pocz. XVI w. – 1888; wielkopolskie)
- Łubienica (1440–?; mazowieckie)
- Łubnice (przed 1253, na krótko w XIII wieku; łódzkie)
- Łubowo (ok. 1458–1680; wielkopolskie)
- Łysobyki (1498 lub 1533–1870; w 1965 przemianowane na Jeziorzany; lubelskie)

## M
- Majdan Królewski (przed 1771–1824; podkarpackie)
- Małyń (1549–1654; łódzkie)
- Markuszów (ok. 1550–1870; lubelskie)
- Mazew (1416–1520; łódzkie)
- Mchy (przed 1458–?; w 1510 jeszcze nazywane miastem; wielkopolskie)
- Miasteczko (1562–?; wielkopolskie)
- Miastkowo (1736–1777; podlaskie)
- Miastków Kościelny (1472–1576; mazowieckie)
- Michałowo (przed 1298–1416; kujawsko-pomorskie)
- Michów (1531–1869; lubelskie)
- Miedzianka (1519–1945; dolnośląskie)
- Miedzna (1531–1869; według niektórych źródeł prawa miejskie od 1522; mazowieckie)
- Mielnik (1440–1934; podlaskie)
- Mielżyn (1517–1907; wielkopolskie)
- Mieszków (1777–1871; wielkopolskie)
- Mieściska (przed 1473–?; wielkopolskie)
- Międzyleś (?–?; lubelskie)
- Mikołajowice (1345–II poł. XIV w.; dolnośląskie)
- Milejczyce (1516–1945; podlaskie)
- Milówka (1872–1934; śląskie)
- Mirów (1592–1612; świętokrzyskie)
- Mniszew (1382–1794; mazowieckie)
- Modrze (przed 1458–?; wielkopolskie)
- Modrzejów (1706–1870; śląskie)
- Mokobody (1496–1869; mazowieckie)
- Mosty Małe (XVIII w.; lubelskie)
- Mrzygłód (1431–1919; podkarpackie)
- Mrzygłód (przed 1412–1870; śląskie)
- Mstów (1278–1866; śląskie)
- Murcki (1967–1975; śląskie)

## N
- Nadarzyn (ok. 1453–1869; mazowieckie)
- Narew (1514–1934; podlaskie)
- Narewka (XIX wiek, przejściowo; podlaskie)
- Niebylec (XV wiek–1919; podkarpackie)
- Niedobczyce (1954–1975; śląskie)
- Niedzbórz (1505–1869; mazowieckie)
- Niemirów (1616–1945; podlaskie)
- Niemysłów (wymieniony jako miasto w rejestrze z 1563; łódzkie)
- Noć (1489–?; wielkopolskie)
- Nosków (wymieniony jako miasto w źródle z 1510; w źródle z 1533 już jako wieś; wielkopolskie)
- Nowa Brzeźnica (1287–1870; łódzkie)
- Nowa Góra (1422–?; według niezweryfikowanych źródeł utrata praw miejskich nastąpiła w 1935; małopolskie)
- Nowa Huta (1949–1951; małopolskie)
- Nowa Warszawa (1408–XVIII wiek; połączona ze Starą Warszawą w Warszawę; mazowieckie)
- Nowe Leszno (1648–XVIII wiek; mazowieckie)
- Nowe Miasto nad Wartą (1283–1934; wielkopolskie)
- Nowodwór (XVI wiek – 1870; lubelskie)
- Nowotaniec (1444–1946; podkarpackie)
- Nowy Bytom (1939, de facto 1947–1957; połączony z Rudą utworzył Rudę Śląską; śląskie)
- Nowy Dwór (1578–1934; podlaskie)
- Nowy Trzciel (początek XVIII wieku – 1888; połączony z Trzcielem (Starym); lubuskie)
- Nowy Żmigród (1373–1919; podkarpackie)
- Nur (przed 1416–1869; mazowieckie)

## O
- Odechów (1537, na krótko w XVI wieku; mazowieckie)
- Odrowąż (1611–1869; świętokrzyskie)
- Okół (1338–1346; małopolskie)
- Okrzeja (1468–1820; lubelskie)
- Oksa (1554–1867; świętokrzyskie)
- Okuniew (1538–1869; mazowieckie)
- Oleksin (1557–?; brak informacji o realizacji przywileju; w źródłach z późniejszego okresu jako wieś; mazowieckie)
- Oleszno (1415, prawa miejskie nie wdrożone ani w 1415 ani przy późniejszych lokacjach w 1501 i 1792; świętokrzyskie)
- Oliwa (1874–1926; pomorskie)
- Ołobok (XIII wiek – XVI wiek; lubuskie)
- Ołpiny (XIX wiek – 1919; małopolskie)
- Opatów (przejściowo w XV wieku; wielkopolskie)
- Oporów (1399 – druga połowa XVII wieku; łódzkie)
- Orchówek (1506 – XVIII wiek i ponownie w latach 1775–1869; lubelskie)
- Orla (1634–1921; podlaskie)
- Orla (przed 1300–?; wielkopolskie)
- Orłów (przed 1393 – XVIII wiek; łódzkie)
- Osiek Jasielski (1365–1919; podkarpackie)
- Osięciny (1823–1870; kujawsko-pomorskie)
- Osmolin (1462–?; mazowieckie)
- Osowiec-Twierdza (1775–1880; podlaskie)
- Ossolin (1635–1816; świętokrzyskie)
- Ostrołęka (1436; w źródłach z XVI wieku wymieniana jest już jako wieś; mazowieckie)
- Ostromecko (1750–?; w XVIII wieku na krótko; kujawsko-pomorskie)
- Ostrówek (1444–1800; wielkopolskie)

## P
- Pacyna (1509–?; mazowieckie)
- Parysów (1538–1869; mazowieckie)
- Parzynów (1752 wymieniany w źródłach do 1793; wielkopolskie)
- Pawłów (1470–1863; lubelskie)
- Piaski (1775–1934; wielkopolskie)
- Piotrkowice (początek XVIII wieku – XIX wiek; świętokrzyskie)
- Pławno (1544–1870; łódzkie)
- Płazów (1614 – koniec XVIII wieku, po 1785; podkarpackie)
- Pobiedna (1667–1815; dolnośląskie)
- Podgórz (1611–1876, ponownie prawa miejskie w latach 1924–1938; kujawsko-pomorskie)
- Podgórze (1784–1915; małopolskie)
- Polskie Zduny (1267–1772; połączone ze Zdunami Niemieckimi i Sieniutowem w Zduny; wielkopolskie)
- Poniatowo (1520 – XVIII wiek; mazowieckie)
- Poraj (?–?; łódzkie)
- Porąbka (1967–1973; śląskie)
- Potarzyca (1403–1458; wielkopolskie)
- Potoki (połowa XVIII wieku – 1789; lubelskie)
- Powidz (1243–1934; wielkopolskie)
- Praga (1648–1791; mazowieckie)
- Pratulin (po 1732–1820; lubelskie)
- Prawno (koniec XVI wieku lub początek XVII–1824; lubelskie)
- Prosperów (1701–1820; świętokrzyskie)
- Przemęt (1311–1797; wielkopolskie)
- Przerąb (1780–1794; łódzkie)
- Przerośl (1576–1870; podlaskie)
- Przewóz (1280 – 1945; lubuskie)
- Przybyszew (1396–1867; mazowieckie)
- Przytoczno (1494–?; lubelskie)
- Psie Pole (XIV/XV w. – 1928 dolnośląskie)
- Pszczew (1288–1945; lubuskie)
- Puchaczów (1527–1870; lubelskie)
- Puńsk (1647–1852; podlaskie)

## R
- Rachanie (1496–1870; według niektórych źródeł utrata praw miejskich w 1772; lubelskie)
- Raciążek (1317–1870; kujawsko-pomorskie)
- Raczki (1703–1870; podlaskie)
- Radolin (1759–1857; wielkopolskie)
- Radomyśl nad Sanem (1556–1935; podkarpackie)
- Radzanów (1400–1869; mazowieckie)
- Radziłów (1466–1870; podlaskie)
- Raków (1569–1869; świętokrzyskie)
- Raniżów (po rozbiorach Polski zarządzeniem gubernatora we Lwowie zaliczony do rzędu miasteczek; w 1919 nie zaliczony do miast; podkarpackie)
- Raszyn (1549, prawa miejskie nie zrealizowane; mazowieckie)
- Rawa (początek XVI wieku – 1820; lubelskie)
- Raźny (1425–?; brak informacji o istnieniu miasta w późniejszych źródłach; mazowieckie)
- Rembertów (1939–1957; mazowieckie)
- Rembów (1588–?; świętokrzyskie)
- Rogowo (1380–1580 i ponownie w latach 1672–1934; kujawsko-pomorskie)
- Rogoźno (Nowe Miasto) (1750–1794; połączone z Rogoźnem (Starym Miastem) tworząc Rogoźno; wielkopolskie)
- Rossosz (1584–1869; lubelskie)
- Rostarzewo (1752–1934; wielkopolskie)
- Rozdrażew (przed 1458–1519; wielkopolskie)
- Rozwadów (1690–1973; podkarpackie)
- Ruda (przed 1264–?; łódzkie)
- Ruda (1939, de facto 1947–1957; połączona z Nowym Bytomiem utworzyła Rudę Śląską; śląskie)
- Ruda Pabianicka (1923–1946; łódzkie)
- Rudka (XVIII wiek – XIX wiek; podlaskie)
- Rudna (przed 1339–1945; dolnośląskie)
- Rusiec (XVI wiek, na krótko; łódzkie)
- Rutki-Kossaki (1760 – XIX wiek; podlaskie)
- Rybotycze (XV wiek – XVIII wiek; podkarpackie)
- Ryczywół (1369–1869; mazowieckie)
- Ryczywół (przed 1426–1934; wielkopolskie)
- Rynarzewo (1299–1934; kujawsko-pomorskie)
- Rzeczyca (1790–1793; łódzkie)
- Rzgów (Rzgów Pierwszy) (?–?; wielkopolskie)
- Rzochów (1382–1880; podkarpackie)

## S
- Sarnaki (1754–1918; mazowieckie)
- Sarnowa (1407–1973; wielkopolskie)
- Sawin (1492–1869); lubelskie)
- Secemin (1395–1869; świętokrzyskie)
- Sendomierz (1549–1695; mazowieckie)
- Seroczyn (1548–1821; mazowieckie)
- Serokomla (1537–1869; lubelskie)
- Sidra (1566–1919; podlaskie)
- Sieciechów (przed 1386–1869; według niektórych źródeł prawa miejskie od 1232, 1370 lub 1430; mazowieckie)
- Sieluń (1393–?; mazowieckie)
- Sieniutowo (1647–1772; połączone ze Zdunami Polskimi i Zdunami Niemieckimi w Zduny; wielkopolskie)
- Skaryszew (1641–XVIII wiek; mazowieckie)
- Skierbieszów (1436–1822; lubelskie)
- Skolimów-Konstancin (1952–1969; połączony z Jeziorną utworzył Konstancin-Jeziornę; mazowieckie)
- Skorogoszcz (przed 1271–1945; opolskie)
- Skrzeszew (1724–?; na krótko w XVIII wieku, miasto nie rozwinęło się; mazowieckie)
- Skrzydlna (1424–?; małopolskie)
- Skrzynno (1308–1870; mazowieckie)
- Skulsk (1384–1870; wielkopolskie)
- Sławatycze (1577–1866; lubelskie)
- Sławięcice (1228–1260 i ponownie w latach 1973–1975; połączone z Kędzierzynem, Koźlem i Kłodnicą w miasto Kędzierzyn-Koźle; opolskie)
- Słońsk (1808–1945; lubuskie)
- Słupiec; (1967–1973; dolnośląskie)
- Służewo (przed 1458–1869; kujawsko-pomorskie)
- Smogulec (1335–?; wielkopolskie)
- Sobieszów (1962–1976; dolnośląskie)
- Sobota (przed 1393 (lub 1451) – 1870; łódzkie)
- Sobótka Wielka (przed 1463 – początek XVIII wieku; wielkopolskie)
- Sokolniki (1726–1810; łódzkie)
- Sokoły (1827–1867 i 1915–1950; podlaskie)
- Solec (1675–XVIII wiek; mazowieckie)
- Sosnowica (1685–1815; lubelskie)
- Spycimierz (1357–?; na krótko w XIV wieku; łódzkie)
- Spytkowice (1327–1400; małopolskie)
- Srebrna Góra (1536–1945; dolnośląskie)
- Srebrna Góra (przed 1458 – początek XVI wieku; wielkopolskie)
- Srokowo → Dryfort
- Stanisławczyk (koniec XVII wieku – XVIII wiek; podkarpackie)
- Stanisławów (1523–1869; mazowieckie)
- Stara Brzeźnica (przed 1265–1287; prawa miejskie przeniesione do Nowej Brzeźnicy; łódzkie)
- Stara Częstochowa (przed 1377–1826 połączona z Częstochówką w Częstochowę; śląskie)
- Stara Nieszawa (1431–1460; przeniesienie praw miejskich do Nowej Nieszawy (współcześnie Nieszawa); kujawsko-pomorskie)
- Stara Warszawa (ok. 1300 – XVIII wiek; połączona z Nową Warszawą w Warszawę; mazowieckie)
- Stare Skoszewy (1426–1702; łódzkie)
- Starosielce (1919–1954; podlaskie)
- Stary Wieruszów (XIV–XV wiek; łódzkie)
- Staw (przed 1331–?; łódzkie)
- Staw (przed 1405–1870; wielkopolskie)
- Stefanówek (wymieniony jako miasto w źródle z 1674; świętokrzyskie)
- Sterdyń (1737–1869; mazowieckie)
- Stępuchowo (przed 1458–1523; wielkopolskie)
- Stężyca (1330–1869; lubelskie)
- Stobnica (1458–1797; wielkopolskie)
- Strupina (przed 1253–1945; dolnośląskie)
- Strzemieszyce Wielkie (1954–1975; śląskie)
- Strzybnica (1967–1975; śląskie)
- Strzyżew (XVI wiek – koniec XVIII wieku; wielkopolskie)
- Sulików (1268–1945; dolnośląskie)
- Sułów (1755–1945; dolnośląskie)
- Szczakowa (1896–? i ponownie w latach 1933–1956; śląskie)
- Szczawin (przed 1339–?, na krótko w XIV wieku; łódzkie)
- Szczawnica-Krościenko (1973–1982, miasto powstałe z połączenia Szczawnicy z Krościenkiem; małopolskie)
- Szczebra (1767–1827; podlaskie)
- Szczepanów (1761–1850; małopolskie)
- Szczerców (przed 1364–1870; łódzkie)
- Szczurowa (ok. 1750–1934; małopolskie)
- Szczyrzyc (1416–1468; małopolskie)
- Szopienice (1947–1959; śląskie)
- Szreńsk (1383–1869; mazowieckie)
- Sztabin (ok. 1664–1897; podlaskie)
- Szymbark (XV wiek – XVIII wiek; małopolskie)

## Ś
- Ślubów (1476–?; na krótko w XV wieku; mazowieckie)
- Śniadowo (1732–1869; podlaskie)
- Śródka (ok. 1425–1800; wielkopolskie)
- Świerże (1443–1869); lubelskie)
- Święciechowa (1277–1934; wielkopolskie)
- Świnice Warckie (przed 1458–?; łódzkie)

## T
- Tamka (1652 – XVIII wiek; mazowieckie)
- Tarczek (1259–1412, świętokrzyskie)
- Targowa Górka (1343 – koniec XV wieku i ponownie w latach 1559–1793; wielkopolskie)
- Tarłów (1550–1869; świętokrzyskie)
- Tarnogóra (1548–1870; lubelskie)
- Tarnówka (1579 – przed 1631; wielkopolskie)
- Teratyn (przed 1429–1553; według niektórych źródłach ostatnia wzmianka o prawach miejskich pochodzi z 1629; lubelskie)
- Toporów (przed 1464 lub 1490 – przełom XVII i XVIII wieku; łódzkie)
- Trębki (wymieniane jako miasto w źródłach z lat 1525–1582; mazowieckie)
- Trzcianne (?–?; podlaskie)
- Trzebiechów (1707–1870; lubuskie)
- Trzebiel (1301–1945; lubuskie)
- Trzebina (1542–1631; opolskie)
- Trzemeszno Lubuskie (1804–1870; lubuskie)
- Tuchowicz (1430–1869; lubelskie)
- Tylicz (1363–1914; liczne źródła podają 1930 lub 1935 jako rok utraty praw miejskich; małopolskie)
- Tymbark (1353–1934; małopolskie)
- Tyrawa Wołoska (XVIII wiek – 1945; podkarpackie)

## U
- Uchanie (1484–1870; lubelskie)
- Uraz (przed 1288–1945; dolnośląskie)
- Ursus, do 1954 Czechowice (1952–1977; mazowieckie)
- Urszulin (przed 1803–1820; lubelskie)
- Uszew (1346–1415; małopolskie)
- Uście Gorlickie (1512–1945; małopolskie)
- Uście Solne (1360–1934; małopolskie)

## W
- Waniewo (1510–?; podlaskie)
- Wartosław (1785 – utrata praw miejskich w połowie XIX wieku; wielkopolskie)
- Waśniów (1351–1869; świętokrzyskie)
- Wawrzeńczyce (1470–?; małopolskie)
- Wąsosz (1436–1870; podlaskie)
- Wenecja (1346–?; kujawsko-pomorskie)
- Wesoła (1969–2002; mazowieckie)
- Wesoła (1962–1975; śląskie)
- Widawa (1388–1870; łódzkie)
- Widuchowa (przed 1283–1945; zachodniopomorskie)
- Wielkie Oczy (1671–1935; podkarpackie)
- Wielopole Skrzyńskie (XVI wiek – 1919; podkarpackie)
- Wieniawa (XVI/XVII wiek – 1869; lubelskie)
- Wierzbica (1469–1863; mazowieckie)
- Wierzbnik (1624–1870 i 1916–1939; świętokrzyskie)
- Wilczyn (przed 1458–1870; wielkopolskie)
- Wilga (przed 1534 – połowa XVII wieku; mazowieckie)
- Wińsko (1285–1945; dolnośląskie)
- Wirek (1949–1951; śląskie)
- Wisznice (1579–1869; lubelskie)
- Witonia (przed 1728–1764; łódzkie)
- Wizna (ok. 1373 częściowe prawa miejskie; pełne od 1435–1870; podlaskie)
- Wiżajny (XVI wiek – 1870; podlaskie)
- Władysławów (1727–1870 i 1919–1934; wielkopolskie)
- Włochy (1939–1951; mazowieckie)
- Wodynie (1575–1864; mazowieckie)
- Wohyń (1519–1867; prawa miejskie rozszerzone w 1522; lubelskie)
- Wojcieszków (1540–1819; lubelskie)
- Wojsławice (1445–1870; lubelskie)
- Wola Michowa (ok. 1730–1772; podkarpackie)
- Wolanów (1773–1869; mazowieckie)
- Wrzelowiec (1543–1824; lubelskie)
- Wydminy (5 lipca 1945–27 września 1945; warmińsko-mazurskie)
- Wylatowo (1368–1871; kujawsko-pomorskie)
- Wysokie (1368–1822; według niektórych źródeł utrata praw miejskich w 1832; lubelskie)
- Wyszonki Kościelne (1790–1825; podlaskie)[3].

## Z
- Zaborowo (1644–1892; wielkopolskie)
- Zabór (1556–?); lubuskie)
- Zagórze (1967–1975; śląskie)
- Zajezierze (1356–XVI wiek); mazowieckie)
- Zambski Kościelne (1428–1528; mazowieckie)
- Zarszyn (1395–1919; podkarpackie)
- Zasieki (przed 1346–1945; lubuskie)
- Zasów (?–1785; podkarpackie)
- Zaździerz → Zajezierze
- Ząbkowice (1962–1977; śląskie)
- Zbuczyn (ok. 1400–1750; mazowieckie)
- Zduny Niemieckie (1637–1772; połączone ze Zdunami Polskimi i Sieniutowem w Zduny; wielkopolskie)
- Zegrze (koniec XIV wieku – połowa XV wieku; mazowieckie)
- Zimin (wymieniany jako miasto w źródłach z lat 1447–1510; utrata praw miejskich w drugiej połowie XVI wieku; wielkopolskie)
- Złotniki Lubańskie (1677–1834; dolnośląskie)
- Zygmuntów (1775–1816; mazowieckie)

## Ż
- Żarków (przed 1300–?; lubuskie)
- Żarnowiec (przed 1340–1869; śląskie)
- Żerniki (1298–1857; kujawsko-pomorskie)
- Żołynia (ok. 1730–1925; podkarpackie)
- Żoń (1232–?; wielkopolskie)
- Żółkiewka (1702–1868; lubelskie)
- Żydowo (1752–1869; wielkopolskie)
- Żytno (1441–1760; łódzkie)